# Eurycletodes monardi
Eurycletodes monardi är en kräftdjursart som beskrevs av Smirnov 1946. Eurycletodes monardi ingår i släktet Eurycletodes och familjen Argestidae. Inga underarter finns listade i Catalogue of Life.